# Checho López
Checho López es un personaje creado por el historietista Martín Ramírez. Sus aventuras tratan del diario vivir de un hombre alcohólico y sin trabajo, considerado como ciudadano promedio. Fue publicado en revista Trauko. El escritor chileno Álvaro Bisama incluyó el tomo recopilatorio de las aventuras de Checho López entre los seleccionados de su obra Cien libros chilenos.